# Tour de Vendée
El Tour de Vendée és una cursa ciclista francesa que es disputa tradicionalment a la primera setmana d'octubre pels voltants de La Roche-sur-Yon, a la regió de Vendée. La cursa es creà el 1972 per Maurice Martineau i actualment és dirigida pel seu fill, Bernard Martineau. Entre 1972 i 1979 la cursa fou reservada a ciclistes amateurs, obrint-se als professionals a partir d'aleshores.
La cursa forma part de la Copa de França de ciclisme i de l'UCI Europe Tour, amb una categoria 1.1.

## Palmarès
| Any  | Vencedor                       | Segon                         | Tercer                |         |
| ---- | ------------------------------ | ----------------------------- | --------------------- | ------- |
| 1980 | Jean-René Bernaudeau           | Roger Legeay                  | Christian Seznec      |         |
| 1981 | Bernard Bourreau               | Maurice Le Guilloux           | Marc Madiot           |         |
| 1982 | Serge Beucherie                | Bernard Becaas                | Maurice Le Guilloux   |         |
| 1983 | Pierre Bazzo                   | Håkan Jensen                  | Raymond Martin        |         |
| 1984 | Claude Moreau                  | Alain Bondue                  | Sean Yates            |         |
| 1985 | Michel Bibollet                | Dominique Gaigne              | Philippe Leleu        |         |
| 1986 | Francis Castaing               | Søren Lilholt                 | Éric Caritoux         |         |
| 1987 | Jean-Claude Colotti            | Philippe Louviot              | Dirk De Wolf          |         |
| 1988 | Alberto Leanizbarrutia Abaunza | Pierangelo Bincoletto         | Marnix Lameire        |         |
| 1989 | Laurent Bezault                | Atle Kvålsvoll                | Johan Bruyneel        |         |
| 1990 | François Lemarchand            | Philippe Casado               | Ronny Van Holen       |         |
| 1991 | Fabrice Naessens               | Edwin Bafcop                  | Thierry Marie         |         |
| 1992 | Bruno Cornillet                | Pascal Lance                  | Laurent Bezault       |         |
| 1993 | Dmitri Jdànov                  | Bruno Thibout                 | Bart Leysen           |         |
| 1994 | Patrick Van Roosbroeck         | Mario De Clercq               | Peter Spaenhoven      |         |
| 1995 | Mario De Clercq                | Jo Planckaert                 | Laurent Davion        |         |
| 1996 | Laurent Desbiens               | Philippe Gaumont              | Jacky Durand          |         |
| 1997 | Jaan Kirsipuu                  | Gilles Maignan                | Steve De Wolf         |         |
| 1998 | Marco Antonio Di Renzo         | Laurent Desbiens              | Jaan Kirsipuu         |         |
| 1999 | Jaan Kirsipuu                  | Lars Michaelsen               | David Millar          |         |
| 2000 | Jaan Kirsipuu                  | Jay Sweet                     | Ludovic Capelle       |         |
| 2001 | Didier Rous                    | Benoît Salmon                 | Patrice Halgand       |         |
| 2002 | Franck Bouyer                  | Walter Bénéteau               | Geert Omloop          |         |
| 2003 | Jaan Kirsipuu                  | Carlos Da Cruz                | Jérôme Pineau         |         |
| 2004 | Thor Hushovd                   | Jaan Kirsipuu                 | Sébastien Hinault     |         |
| 2005 | Jonas Ljungblad                | László Bodrogi                | Stéphane Pétilleau    |         |
| 2006 | Mikel Gaztañaga Etxeberria     | Jimmy Casper                  | Sébastien Hinault     |         |
| 2007 | Mikel Gaztañaga Etxeberria     | Mark Renshaw                  | Mathieu Drujon        |         |
| 2008 | Koldo Fernández de Larrea      | Kristof Goddaert              | Anthony Geslin        |         |
| 2009 | Pàvel Brut                     | Mathieu Ladagnous             | Thomas Voeckler       |         |
| 2010 | Koldo Fernández de Larrea      | Davide Appollonio             | Jonathan Hivert       |         |
| 2011 | Marco Marcato                  | Peio Bilbao López de Armentia | Maxime Bouet          |         |
| 2012 | Wesley Kreder                  | Sébastien Hinault             | Jonathan Hivert       |         |
| 2013 | Nacer Bouhanni                 | Samuel Dumoulin               | Steven Tronet         |         |
| 2014 | Armindo Fonseca                | Olivier Le Gac                | Thomas Voeckler       |         |
| 2015 | Christophe Laporte             | Iauhèn Hutaròvitx             | Thomas Sprengers      |         |
| 2016 | Nacer Bouhanni                 | Samuel Dumoulin               | Bryan Coquard         |         |
| 2017 | Christophe Laporte             | Justin Jules                  | Fabian Lienhard       |         |
| 2018 | Nico Denz                      | Lennert Teugels               | Gian Friesecke        |         |
| 2019 | Marc Sarreau                   | Christophe Laporte            | Bryan Coquard         |         |
| 2020 | suspesa                        | suspesa                       | suspesa               | suspesa |
| 2021 | Bram Welten                    | Eduard Prades i Reverter      | Sebastian Schönberger |         |
| 2022 | Bryan Coquard                  | Arnaud Démare                 | Luca Mozzato          |         |
| 2023 | Arnaud Démare                  | Paul Penhoët                  | Sandy Dujardin        |         |
| 2024 | suspesa                        | suspesa                       | suspesa               | suspesa |
| 2025 |                                |                               |                       |         |